# Metropolia zachodniej i środkowej Europy
Metropolia zachodniej i środkowej Europy (bułg. Българска източноправославна епархия в Западна и Средна Европа, niem. Bulgarische Diözese von West- und Mitteleuropa der Bulgarischen Orthodoxen Kirche) – jedna z eparchii Bułgarskiego Kościoła Prawosławnego poza granicami kraju, z siedzibą w Berlinie. Swoją jurysdykcją obejmuje diaspory bułgarskie w Niemczech, Austrii, Belgii, Chorwacji, Francji, Hiszpanii, Holandii, Norwegii, Portugalii, Szwajcarii, Szwecji, Wielkiej Brytanii oraz na Węgrzech i Malcie. Od 2013 jej ordynariuszem jest metropolita zachodniej i środkowej Europy Antoni.

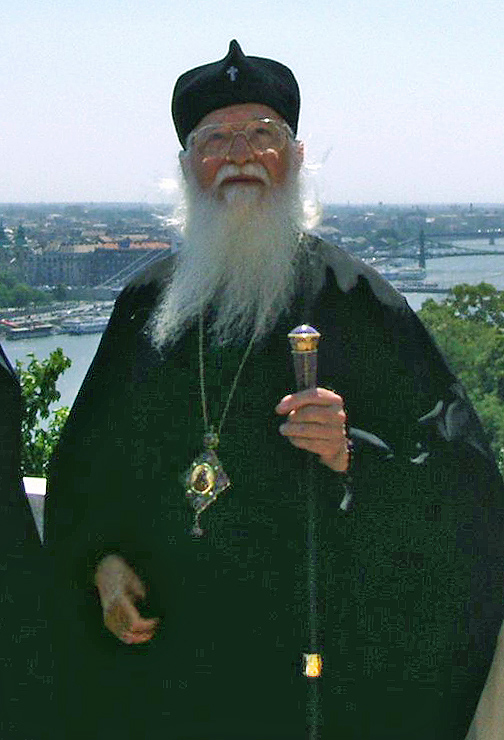
Symeon – pierwszy metropolita zachodniej i środkowej Europy

## Historia
22 grudnia 1979 decyzją Świętego Synodu Bułgarskiego Kościoła Prawosławnego biskup gławinicki Symeon został mianowany na zwierzchnika Wikariatu Europy Zachodniej podlegającego bezpośrednio Patriarsze Bułgarii . Siedziba wikariatu została umieszczona w Budapeszcie. 17 kwietnia 1986 wikariat został podniesiony do rangi eparchii , a jej metropolitą został wybrany Symeon. 30 maja 1994 Święty Synod postanowił o przeniesieniu siedziby biskupiej do Berlina oraz zmianie nazwy na metropolię zachodniej i środkowej Europy . 15 czerwca 2010 wikariuszem metropolii zostaje mianowany biskup konstantyński Antoni, dotychczasowy biskup pomocniczy metropolii płowdiwskiej. W czerwcu 2013 Symeon złożył rezygnację z pełnienia urzędu. 27 października nowym metropolitą został wybrany dotychczasowy biskup pomocniczy Antoni .

## Metropolici
- Symeon (1986–2013)
- Antoni (od 2013)

## Główne świątynie
- Sobór św. Borysa w Berlinie

## Struktura

### Niemcy
- Parafia św. Borysa w Berlinie,
- Parafia św. Jerzego w Düsseldorfie,
- Parafia Narodzenia Matki Bożej w Kolonii z siedzibą w Bonn,
- Parafia św. Klemensa z Ochrydy w Monachium,
- Parafia św. Mikołaja Cudotwórcy w Ratyzbonie,
- Parafia św. Anny w Pasawie,
- Parafia św. Petki w Mannheim,
- Parafia św. Borysa we Frankfurcie nad Menem,
- Parafia Świętych Cyryla i Metodego w Stuttgarcie,
- Parafia Świętych Cyryla i Metodego w Hamburgu,
- Prawosławny Niemiecki Monaster Trójcy Świętej w Bodenwerder[2]

### Węgry
- Parafia Świętych Cyryla i Metodego w Budapeszcie

### Austria
- Parafia św. Iwana Rilskiego w Wiedniu,
- Kaplica biskupia Świętych Cyryla i Metodego w Wiedniu

### Belgia
- Parafia św. Klemensa z Ochrydy w Brukseli

### Chorwacja
- Parafia Świętych Siedmiu Apostołów Bułgarii w Zagrzebiu

### Francja
- Parafia św. Eutymiusza Tyrnowskiego w Paryżu,
- Parafia Świętych Cyryla i Metodego w Strasburgu,
- Parafia św. Sofroniusza Wraczańskiego w Lyonie

### Hiszpania
- Parafia Matki Bożej w Barcelonie,
- Parafia Świętych Cyryla i Metodego w Walencji,
- Parafia Trzech Króli w Sewilli

### Holandia
- Parafia Świętych Archaniołów Michała i Gabriela w Hadze

### Norwegia
- Parafia Świętych Cyryla i Metodego w Oslo

### Portugalia
- Parafia św. Iwana Rilskiego w Lizbonie

### Szwajcaria
- Parafia św. Jerzego w Zurychu

### Szwecja
- Parafia Przemienienia Pańskiego w Sztokholmie

### Wielka Brytania
- Parafia św. Iwana Rilskiego w Londynie

### Włochy
- Parafia Świętych Siedmiu Apostołów Bułgarii w Rzymie,
- Parafia św. Ambrożego w Mediolanie